# Gustaf Strandén
Lars Gustaf Strandén, född 28 maj 1866 i Ölme församling, Värmlands län, död 22 augusti 1948, var en svensk läroverksrektor. 
Strandén, som var son till målare Anders Olsson och Brita Larsdotter; blev filosofie kandidat i Uppsala 1889 och filosofie licentiat 1901. Han var adjunkt i matematik, fysik och kemi i Västervik 1902, vice lektor där 1902–1906, blev rektor vid realskolan i Borås 1906 och innehade denna befattning vid Borås högre allmänna läroverk 1908–1931. Han var föreståndare för arbetsinstitutet i Västervik 1903–1906, ledamot av styrelsen för Borås elementarläroverk för flickor 1906–1924 och dess ordförande 1920–1924. Han var Skolöverstyrelsens ombud vid realskoleexamen samt ledamot av stadsfullmäktige i Borås stad 1909–1916 och 1923–1926.